# Макробий (лунный кратер)
Кра́тер Макро́бий (лат. Macrobius) — большой ударный кратер в северо-восточной материковой области видимой стороны Луны. Название присвоено в честь древнеримского писателя, филолога, философа-неоплатоника, теоретика музыки Амвросия Феодосия Макробия (V век н. э.) и утверждено Международным астрономическим союзом в 1935 г. Образование кратера относится к раннеимбрийскому периоду.

## Описание кратера

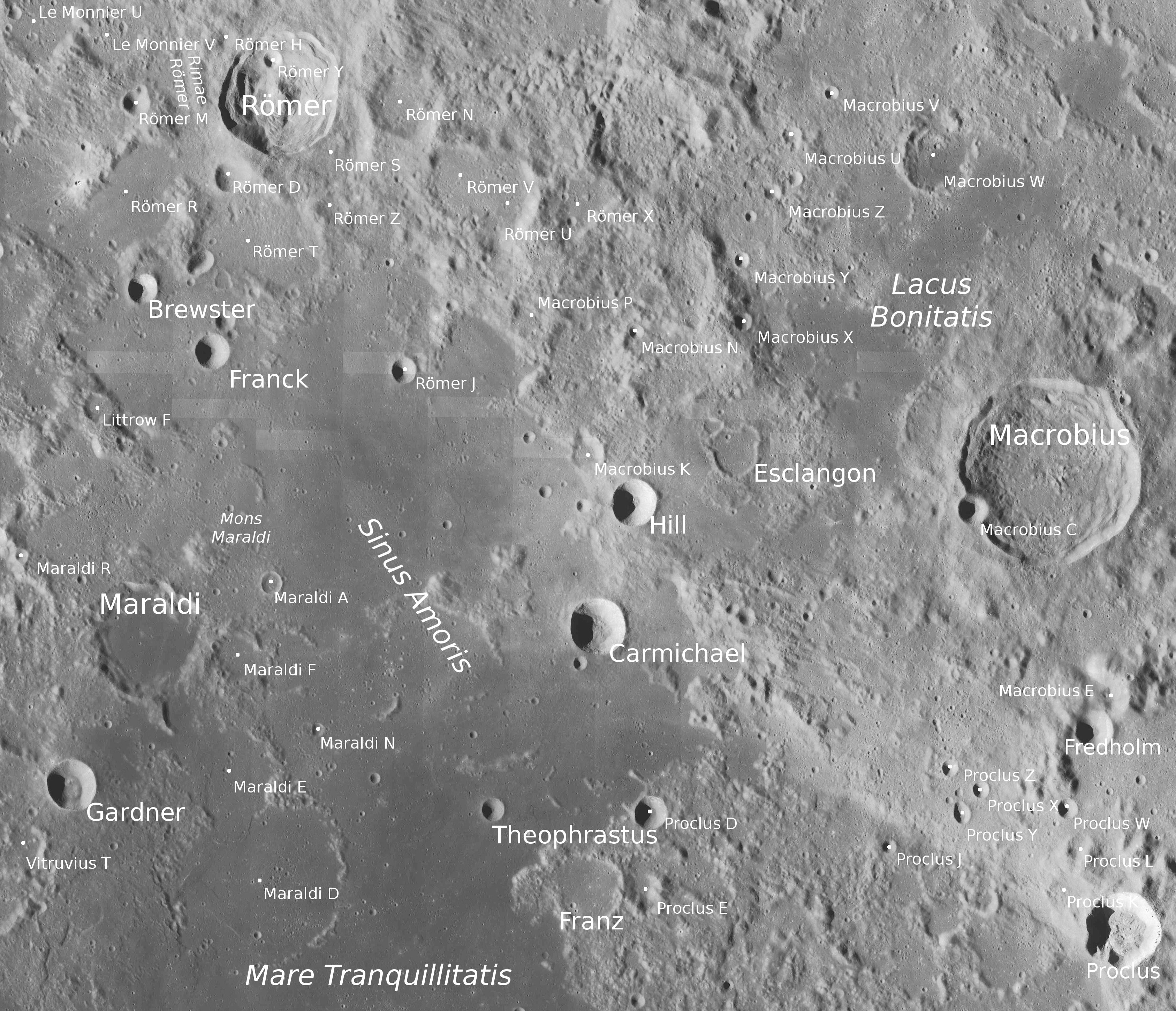
Окрестности кратера Макробий. Снимок зонда Lunar Rec.

Ближайшими соседями кратера являются кратер Эсклангон на западе; кратер Тиссеран на востоке и кратер Фредгольм на юге. На западе от кратера Макробий находится Залив Любви; на северо-западе он граничит с Озером Справедливости; на юго-востоке от кратера находится Море Кризисов. Селенографические координаты центра кратера 21°16′ с. ш. 45°58′ в. д. / 21,26° с. ш. 45,97° в. д., диаметр 62,8 км, глубина 4050 м.
Кратер Макробий имеет полигональную форму и умеренно разрушен. Вал сглажен, в юго-западной части перекрыт приметным маленьким чашеобразным сателлитным кратером Макробий C (см. ниже), имеет понижения в северной и южной части. Внутренний склон вала террасовидной структуры. Вал кратера Макробий имеет яркость 6° по таблице яркостей Шрётера. Высота вала над окружающей местностью достигает 1240 м, объем кратера составляет приблизительно 3500 км³.  Дно чаши пересеченное, со множеством холмов. Имеется комплекс из 4-6 центральных пиков высотой до 1600 м, несколько смещенный к востоку от центра чаши. 

## Сателлитные кратеры

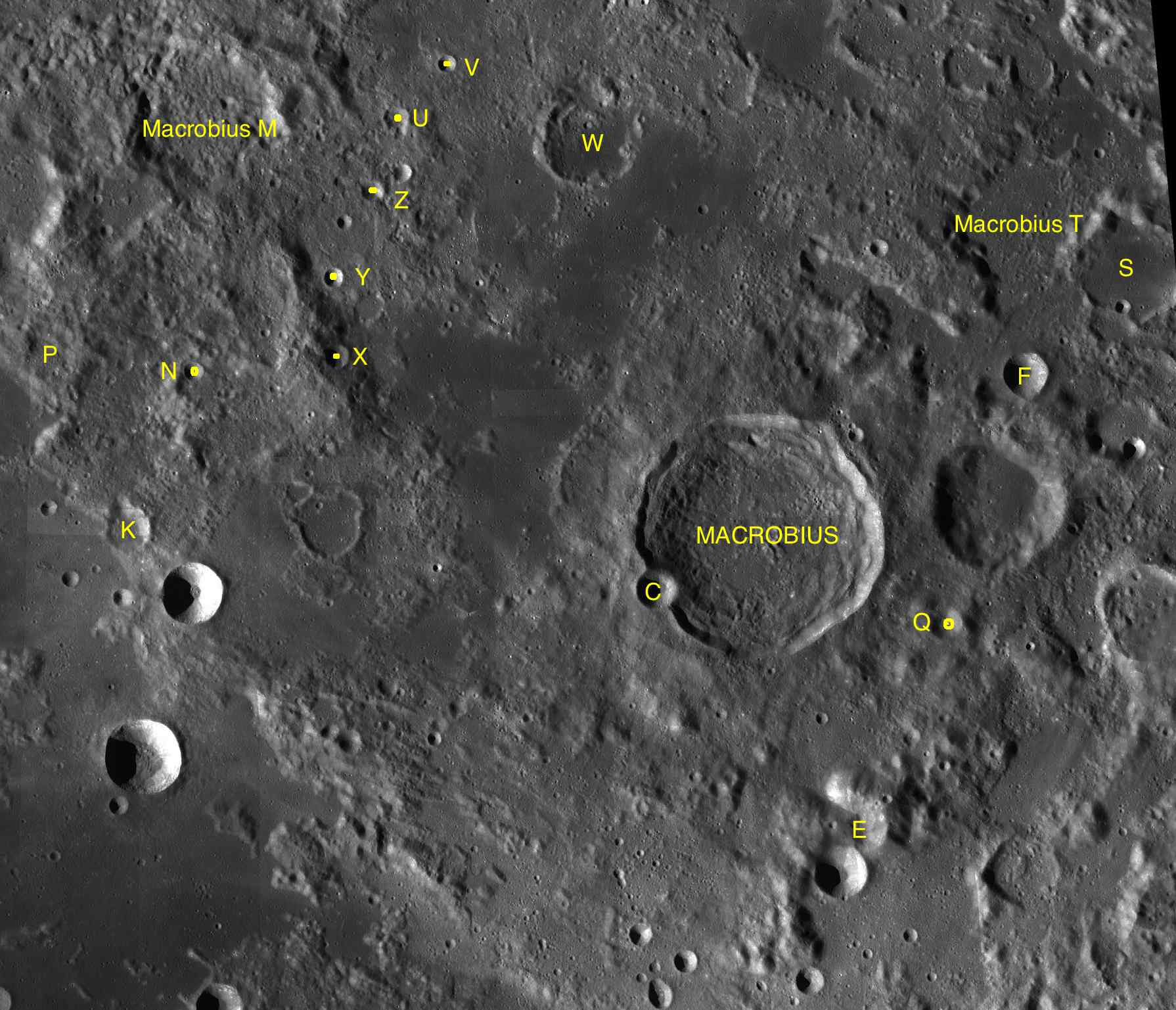
Фрагмент карты LAC-43.

| Макробий | Координаты                                            | Диаметр, км |
| -------- | ----------------------------------------------------- | ----------- |
| C        | 20°50′ с. ш. 45°02′ в. д. / 20,84° с. ш. 45,03° в. д. | 10,7        |
| E        | 18°43′ с. ш. 46°49′ в. д. / 18,71° с. ш. 46,81° в. д. | 9,9         |
| F        | 22°28′ с. ш. 48°32′ в. д. / 22,47° с. ш. 48,53° в. д. | 11,4        |
| K        | 21°28′ с. ш. 40°14′ в. д. / 21,46° с. ш. 40,23° в. д. | 12,0        |
| M        | 24°58′ с. ш. 40°56′ в. д. / 24,97° с. ш. 40,94° в. д. | 41,0        |
| N        | 22°48′ с. ш. 40°50′ в. д. / 22,8° с. ш. 40,84° в. д.  | 5,0         |
| P        | 22°57′ с. ш. 39°31′ в. д. / 22,95° с. ш. 39,52° в. д. | 16,3        |
| Q        | 20°24′ с. ш. 47°38′ в. д. / 20,4° с. ш. 47,63° в. д.  | 8,2         |
| S        | 23°16′ с. ш. 49°35′ в. д. / 23,27° с. ш. 49,59° в. д. | 27,2        |
| T        | 23°47′ с. ш. 48°33′ в. д. / 23,78° с. ш. 48,55° в. д. | 32,1        |
| U        | 24°56′ с. ш. 42°47′ в. д. / 24,94° с. ш. 42,78° в. д. | 6,5         |
| V        | 25°23′ с. ш. 43°16′ в. д. / 25,39° с. ш. 43,27° в. д. | 4,5         |
| W        | 24°43′ с. ш. 44°37′ в. д. / 24,72° с. ш. 44,62° в. д. | 25,5        |
| X        | 22°55′ с. ш. 42°10′ в. д. / 22,92° с. ш. 42,17° в. д. | 6,2         |
| Y        | 23°35′ с. ш. 42°09′ в. д. / 23,58° с. ш. 42,15° в. д. | 5,0         |
| Z        | 24°19′ с. ш. 42°32′ в. д. / 24,32° с. ш. 42,54° в. д. | 5,2         |

## Галерея

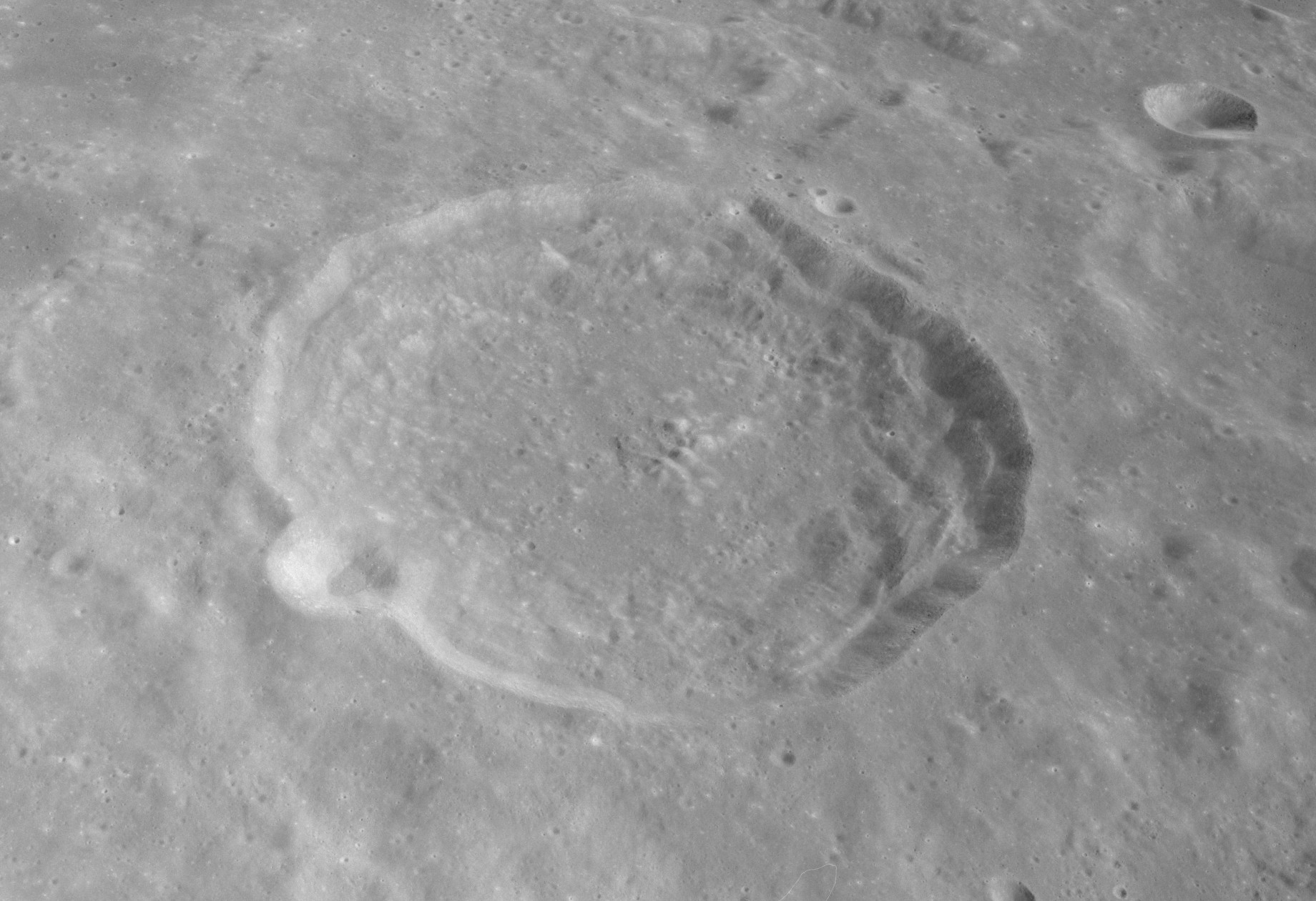
Снимок кратера Макробий с борта Аполлона-17.»

## См.также
- Список кратеров на Луне
- Лунный кратер
- Морфологический каталог кратеров Луны
- Планетная номенклатура
- Селенография
- Минералогия Луны
- Геология Луны
- Поздняя тяжёлая бомбардировка